# Ectatosticta
Ectatosticta là một chi nhện trong họ Hypochilidae.